# Городокский районный краеведческий музей
Городокский районный краеведческий музей (белор. Гарадоцкі раённы краязнаўчы музей) — музей в городе Городок Витебской области Белоруссии. Полное наименование: Учреждение культуры «Городокский районный краеведческий музей».
Располагается по адресу: Республика Беларусь, Витебская область, город Городок, ул. Воровского, 3.

## История и описание
Городокский районный краеведческий музей был создан в городе Городке в 1974 году, для посетителей был открыт в 1976 году. Раньше музей находился в здании бывшей детской библиотеки, в 1996 году получил новое здание. В разные годы директором музея были: Г. С. Орловский, Л. Ф. Бондаренко, З. Н. Плескач, Е. Е. Уверская, Т. Н. Иванова, А.Н. Войлоков. Площадь музея 445 м²: экспозиционная площадь составляет — 190 м², выставочная — 255 м². В Городокском районном краеведческом музее работают три экспозиционных и три выставочных зала.
Отдел природы размещён в двух экспозиционных залах: информационном и диорамном. В информационном зале можно ознакомиться с палеонтологическими экспонатами, фотографиями, карты-схемой природной среды Городокщины, Красной книгой Городокского района и другими коллекциями, а также в информационном зале находятся три диорамы: «Дубрава. Дуб-великан», «Апокалипсис», «Орлан–белохвост».
Диорамный зал отдела природы знакомит посетителей с пятью диорамами — «Лес», «Верховое болото», «Луг. Водоём», «Птицы на озере», «Водяной орех». В музее работает постоянная экспозиция «Зал этнографии и народных ремёсел Городокщины», которая состоит из четырёх разделов: «Жизнь крестьянина в конце 19 — начале 20 вв.», «Традиционные женские и мужские ремёсла», «Верования наших предков», «Быт жителей г. Городка и уезда».
На втором этаже музея в выставочных залах проводятся сменные выставки. В 2018 году с 13 января по 23 февраля в Городокском районном краеведческом музее работала выставка, посвящённая 80-летию Витебской области.

## Награды
- Грамота «За сохранение белорусского наследия и развития историко-культурного туризма» XXI Республиканского туристического конкурса «Познай Беларусь» в номинации «Музей года» — подноминация «Районные (городские) музеи» (15 декабря 2023 года)[5].